# Peshmerga (película de 2016)
Peshmerga es un documental realizado y escrito por el director francés Bernard-Henri Lévy en 2016. Fue producido en Francia por Al-Sharq Establishment for Production and Distribution y tiene 92 min de duración.
El filme describe la resistencia de combatientes Peshmerga en la frontera iraquí.